# Beethovenplatz (Weimar)

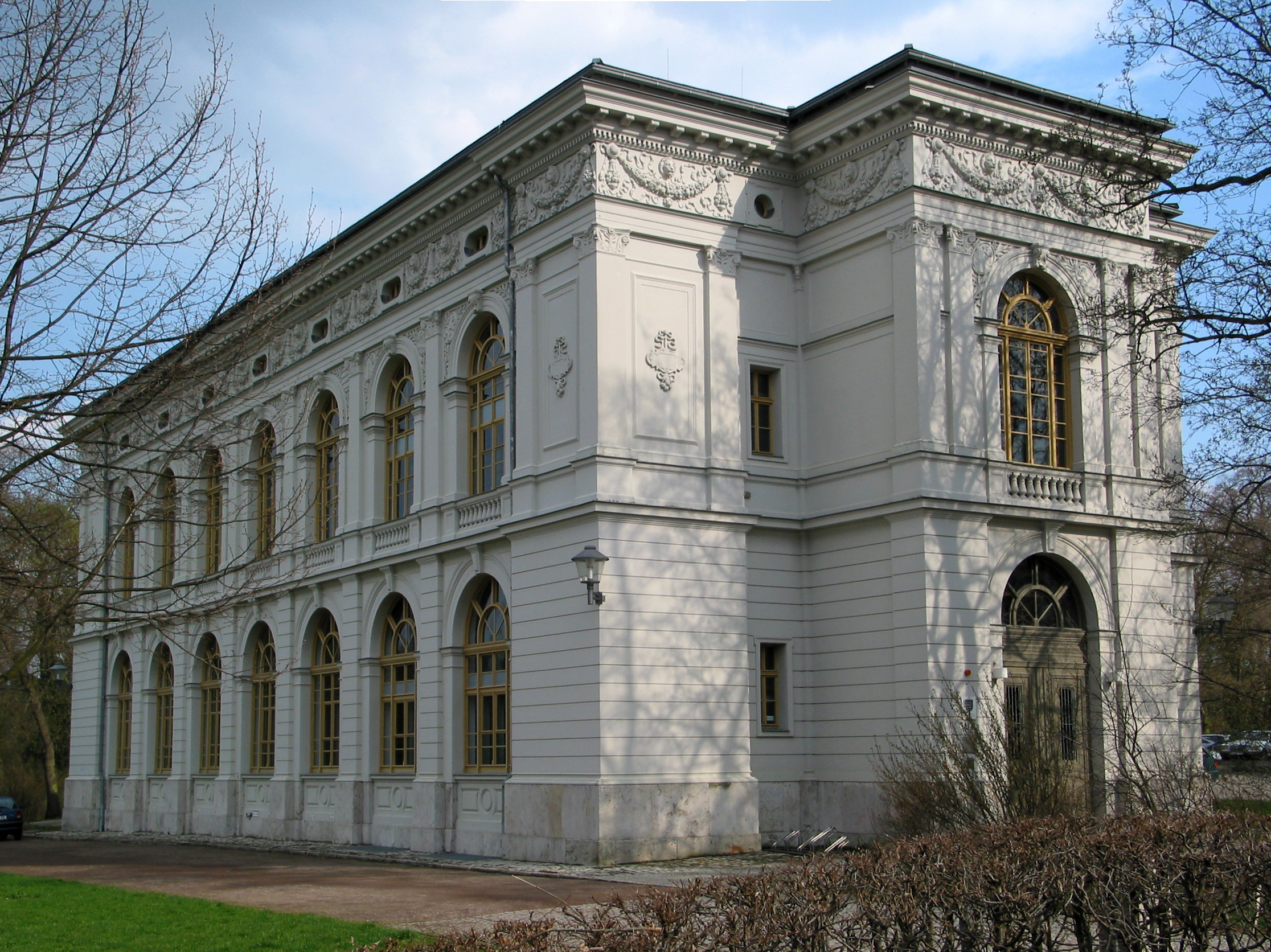
Hauptstaatsarchiv am Beethovenplatz

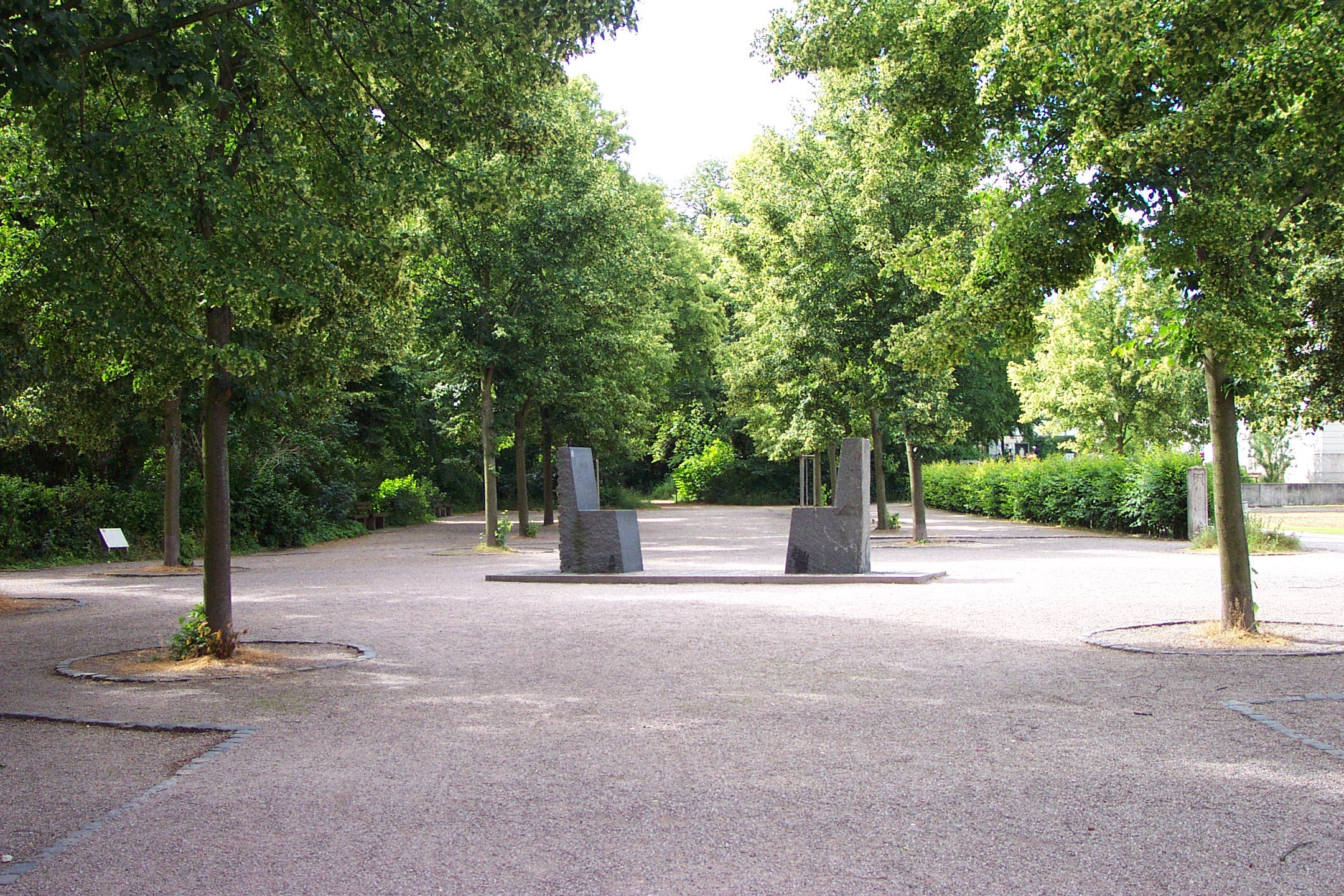
Goethe-Hafis-Denkmal

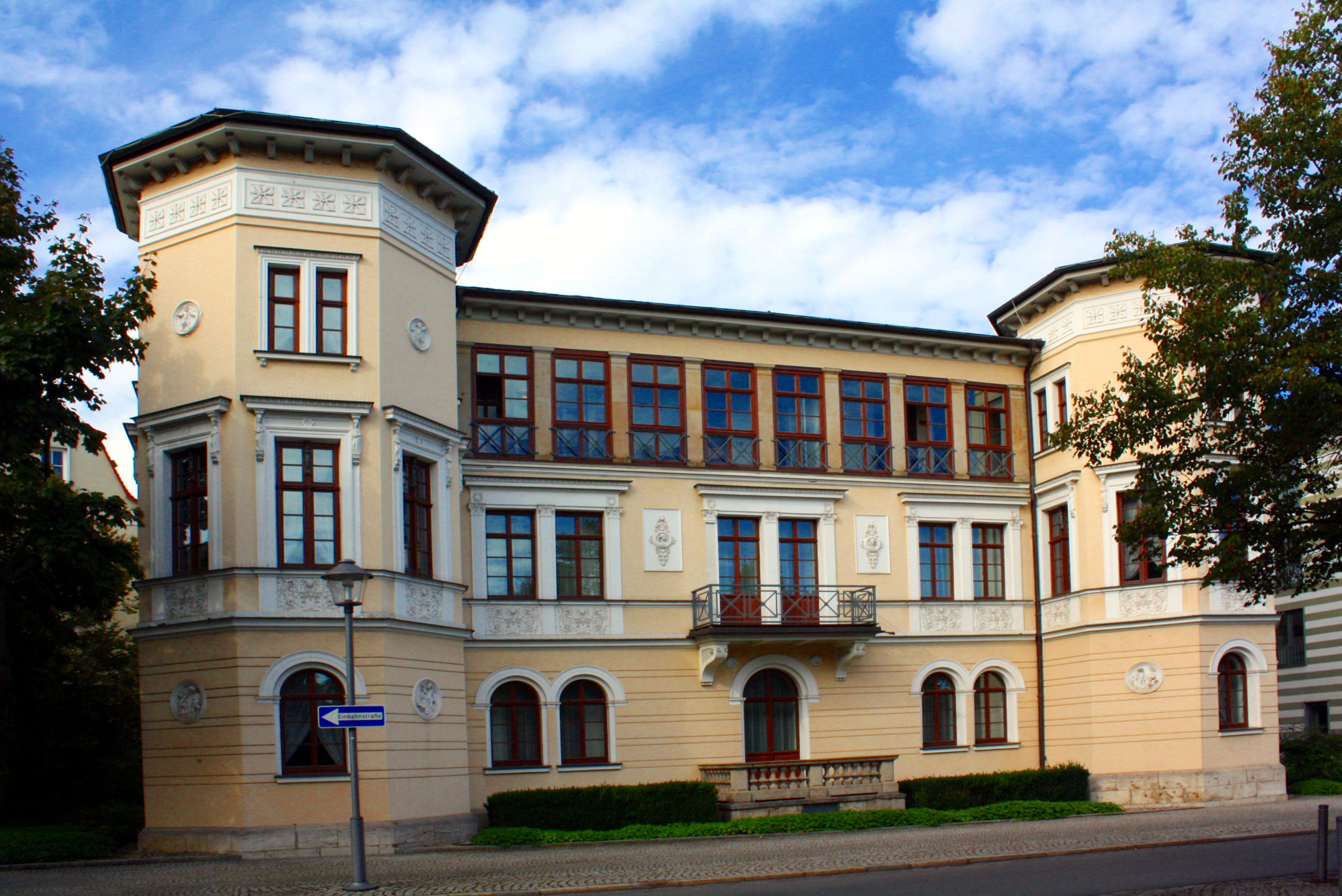
Dingelstedt-Haus Beethovenplatz 2

Der Beethovenplatz ist eine Platzanlage, die sich unmittelbar an den Park an der Ilm in Weimar anschließt. An ihm vorbei führt die Ackerwand bzw. es schließt sich die  Bettina-von-Arnim-Straße an. Der Platz hieß einmal Alexanderplatz.
Das markanteste Gebäude ist hier das Hauptstaatsarchiv, Beethovenplatz 3. Es steht auf der Liste der Kulturdenkmale in Weimar (Einzeldenkmale), errichtet im Stil der italienischen Renaissance von Ferdinand Streichhan, welches zugleich Begrenzung des Ilmparks ist. in unmittelbarer Nähe wurde 2000 das Goethe-Hafis-Denkmal anlässlich des Internationalen Jahrs des Dialoges der Kulturen aufgestellt. Einst waren hier die sogenannten Welschen Gärten, die dann ab 1778 in den entstehenden Ilmpark einbezogen wurden. Später erfolgte wieder seine Abtrennung vom Ilmpark, wenngleich keine radikale. Der Beethovenplatz hieß bis 1946 Alexanderplatz. Die Anlage des Platzes mit seinen bepflanzten Rondell an der Mittelachse, die zu dem Schneckenspielplatz führt, erinnert noch etwas an die Renaissance. Die Schnecke war einst ein Turm und beliebtes Ausflugslokal, der schneckenförmig sich nach oben wand. Der ist natürlich längst nicht mehr vorhanden.
Das Dingelstedt-Haus befindet sich auf dem Beethovenplatz 2, das auch denkmalgeschützt ist. Benannt wurde es nach dem Theaterintendanten Franz von Dingelstedt, dessen Wohnsitz es von 1857 bis 1867 auch war, woran sich auch eine Gedenktafel befindet. Heute sind 4-Sterne-Appartements des benachbarten Dorint-Hotels darin untergebracht. Dieses wiederum hat die Nr. Beethovenplatz 1. 
Der Beethovenplatz steht auf der Liste der Kulturdenkmale in Weimar (Sachgesamtheiten und Ensembles).